# Gennetines
Gennetines é uma comuna francesa na região administrativa de Auvérnia-Ródano-Alpes, no departamento Allier. Estende-se por uma área de 39,57 km². Em 2010 a comuna tinha 677 habitantes (densidade: 17,1 hab./km²).